# Carthage (Tennessee)
Carthage es un pueblo ubicado en el condado de Smith en el estado estadounidense de Tennessee. En el Censo de 2010 tenía una población de 2.306 habitantes y una densidad poblacional de 311,31 personas por km².

## Geografía
Carthage se encuentra ubicado en las coordenadas 36°15′23″N 85°56′35″O / 36.25639, -85.94306. Según la Oficina del Censo de los Estados Unidos, Carthage tiene una superficie total de 7.41 km², de la cual 7.41 km² corresponden a tierra firme y (0%) 0 km² es agua.

## Demografía
Según el censo de 2010, había 2.306 personas residiendo en Carthage. La densidad de población era de 311,31 hab./km². De los 2.306 habitantes, Carthage estaba compuesto por el 87.99% blancos, el 7.16% eran afroamericanos, el 0.87% eran amerindios, el 0.3% eran asiáticos, el 0% eran isleños del Pacífico, el 1.47% eran de otras razas y el 2.21% pertenecían a dos o más razas. Del total de la población el 3.25% eran hispanos o latinos de cualquier raza.